# Jungfrauregion

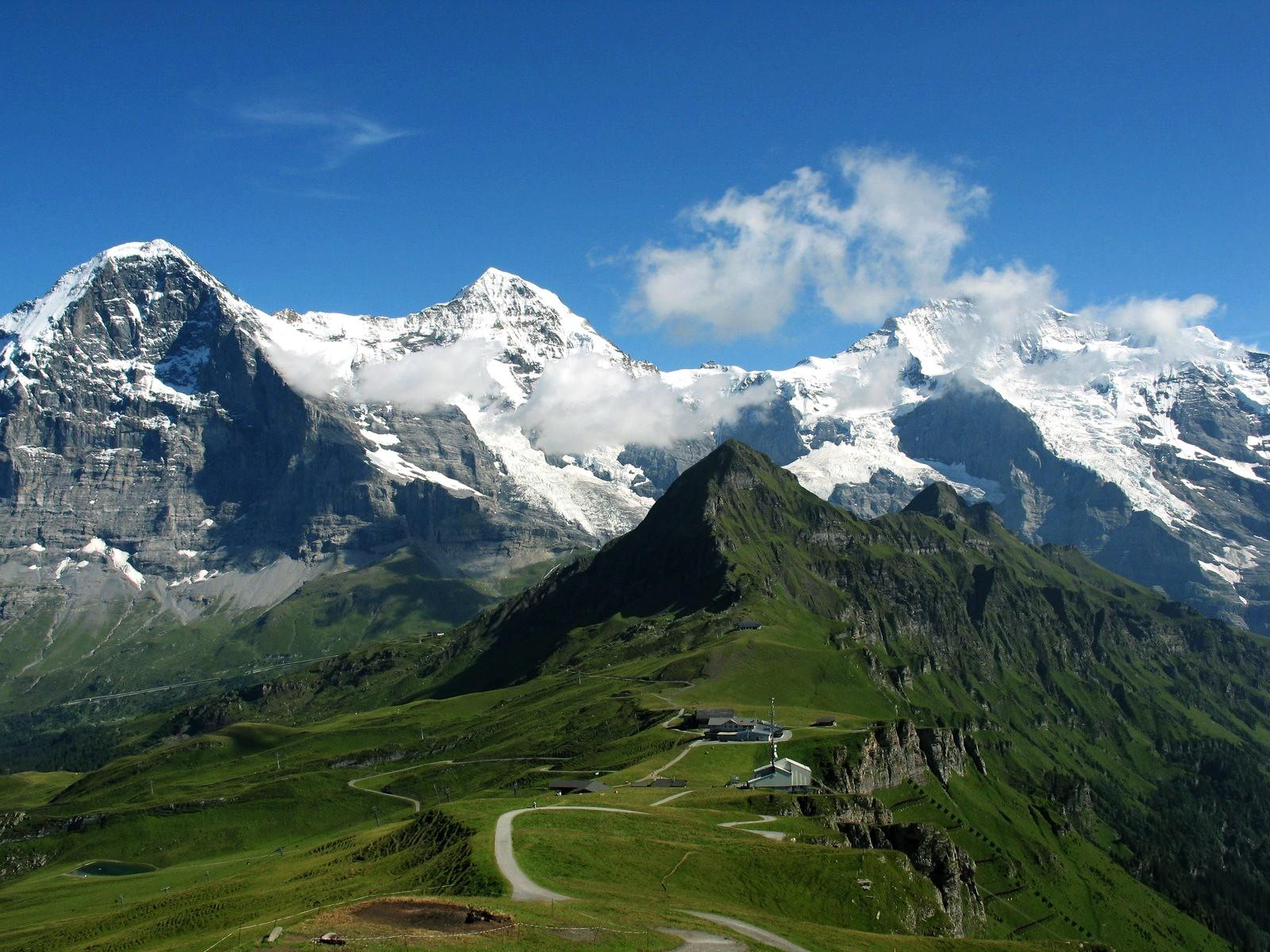
Dominanta regionu, vrcholy Eiger, Mönch a Jungfrau. Pohled přes Männlichen.

Jungfrau Region je rekreační oblast ve švýcarských Bernských Alpách, v okolí hory Jungfrau (4158 m) a dalších dvou hor tvořících s ní jeden horský masiv - Eiger (3970 m) a Mönch (4099 m). Celá oblast se rozkládá ve dvou údolích jižně od města Interlaken. Na západ to je údolí Lauterbrunnen, na východ údolí Lütschen. Přírodní podmínky umožňují kvalitní lyžování v zimě a zajímavé pěší túry v létě.

## Významné obce v oblasti

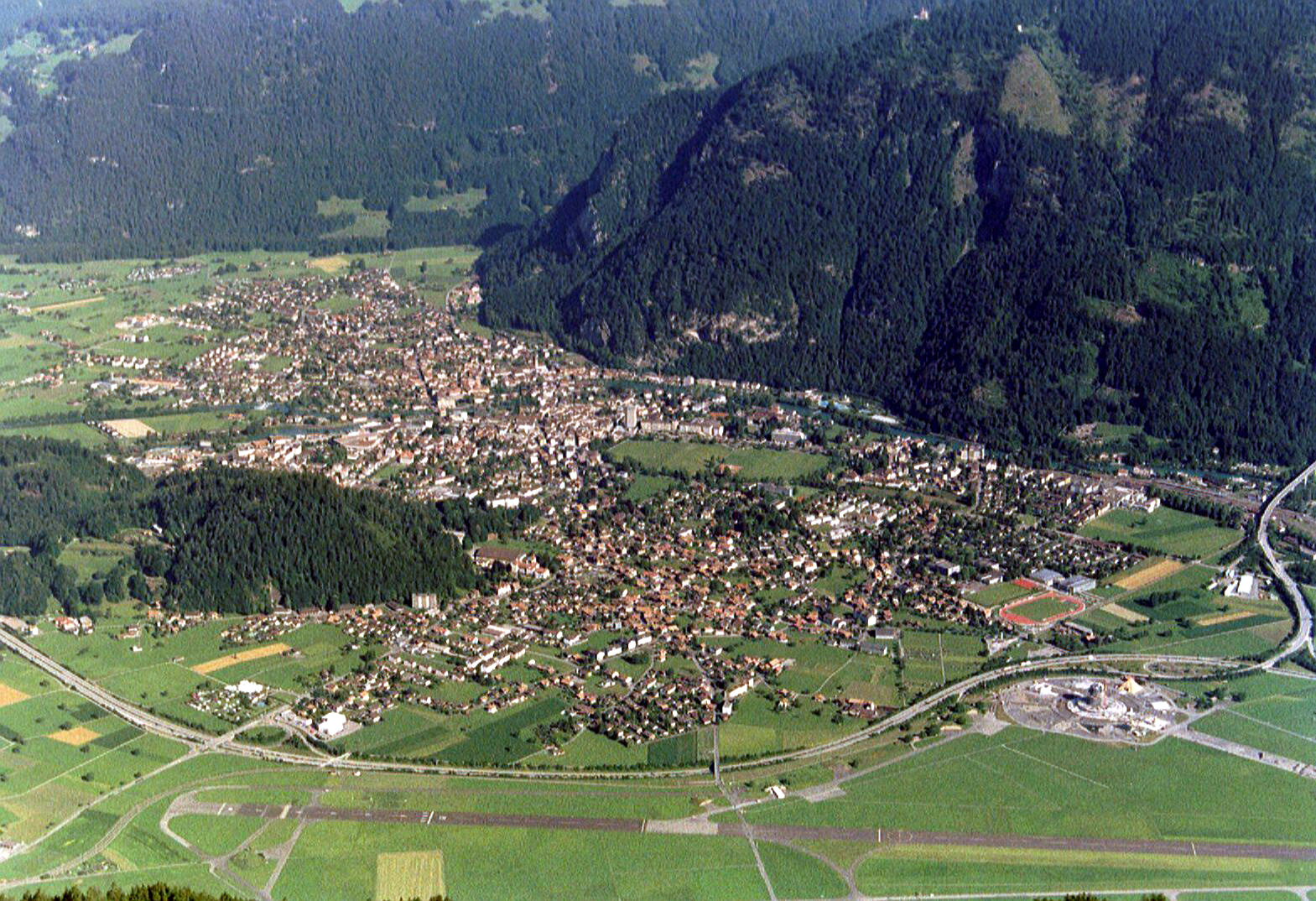
Interlaken

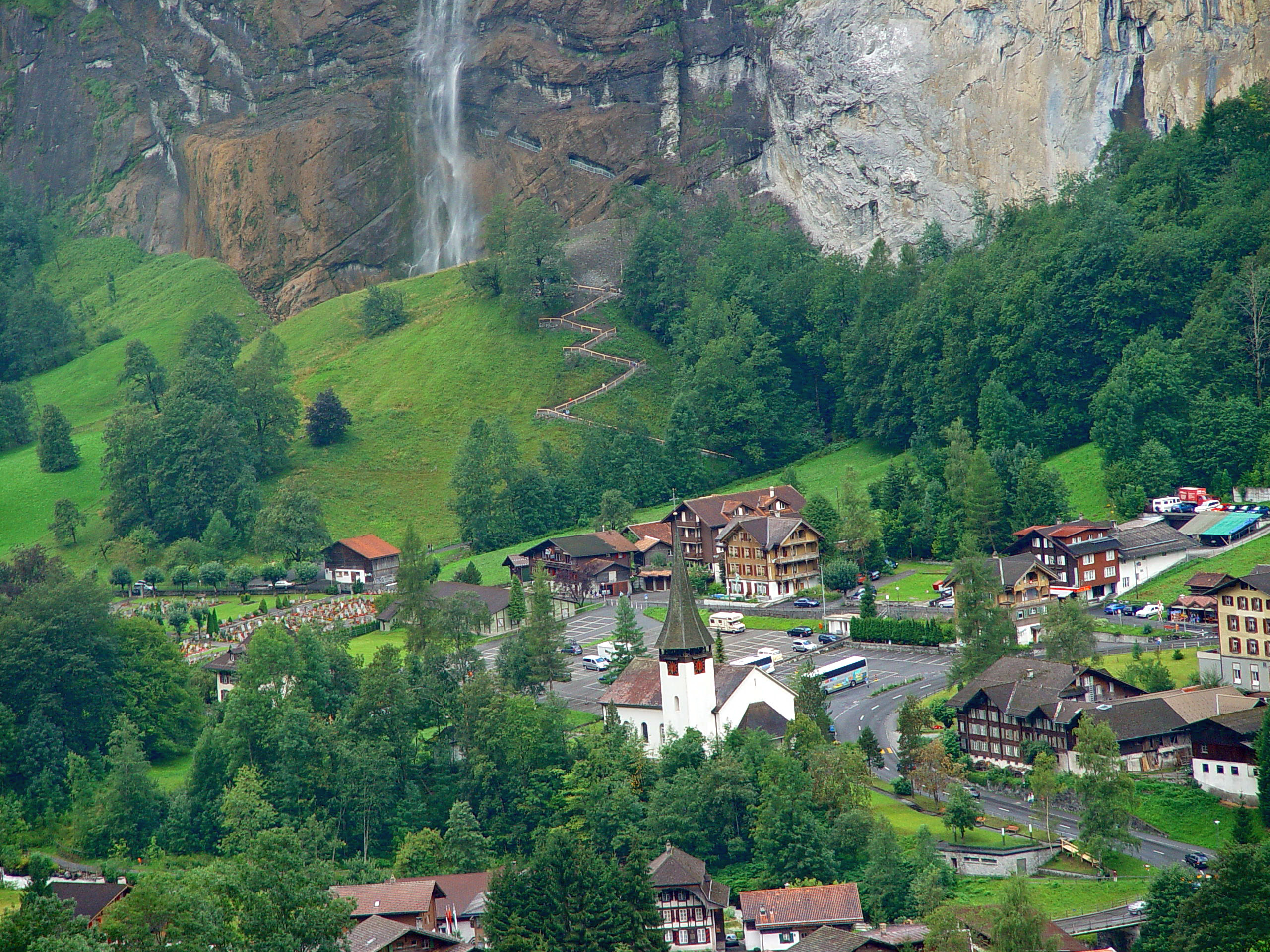
Lauterbrunnen

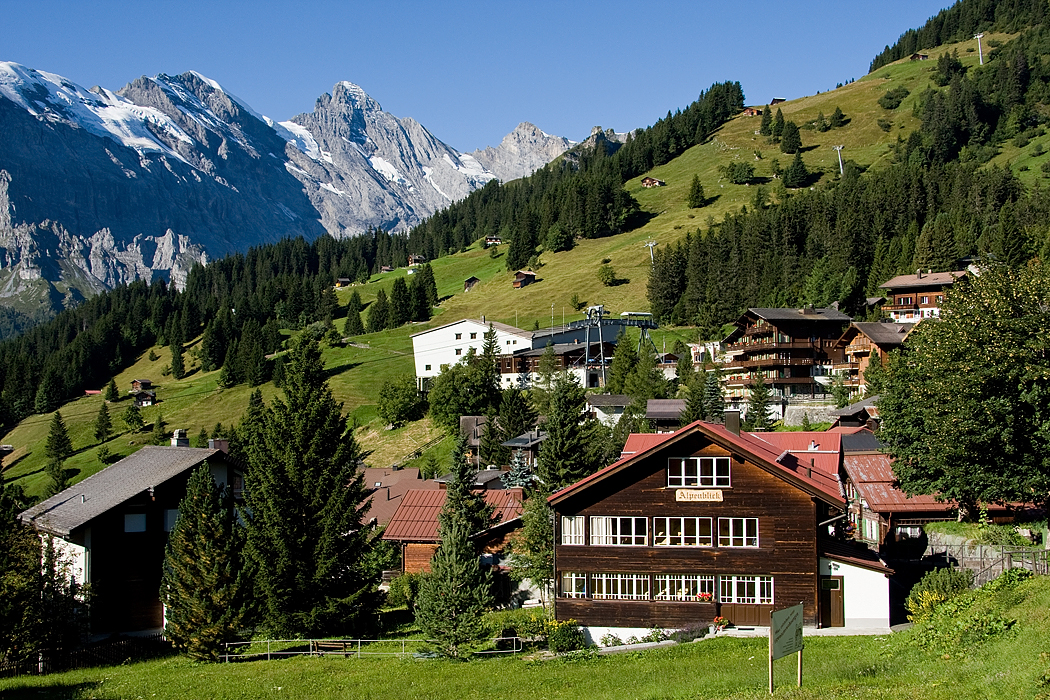
Mürren

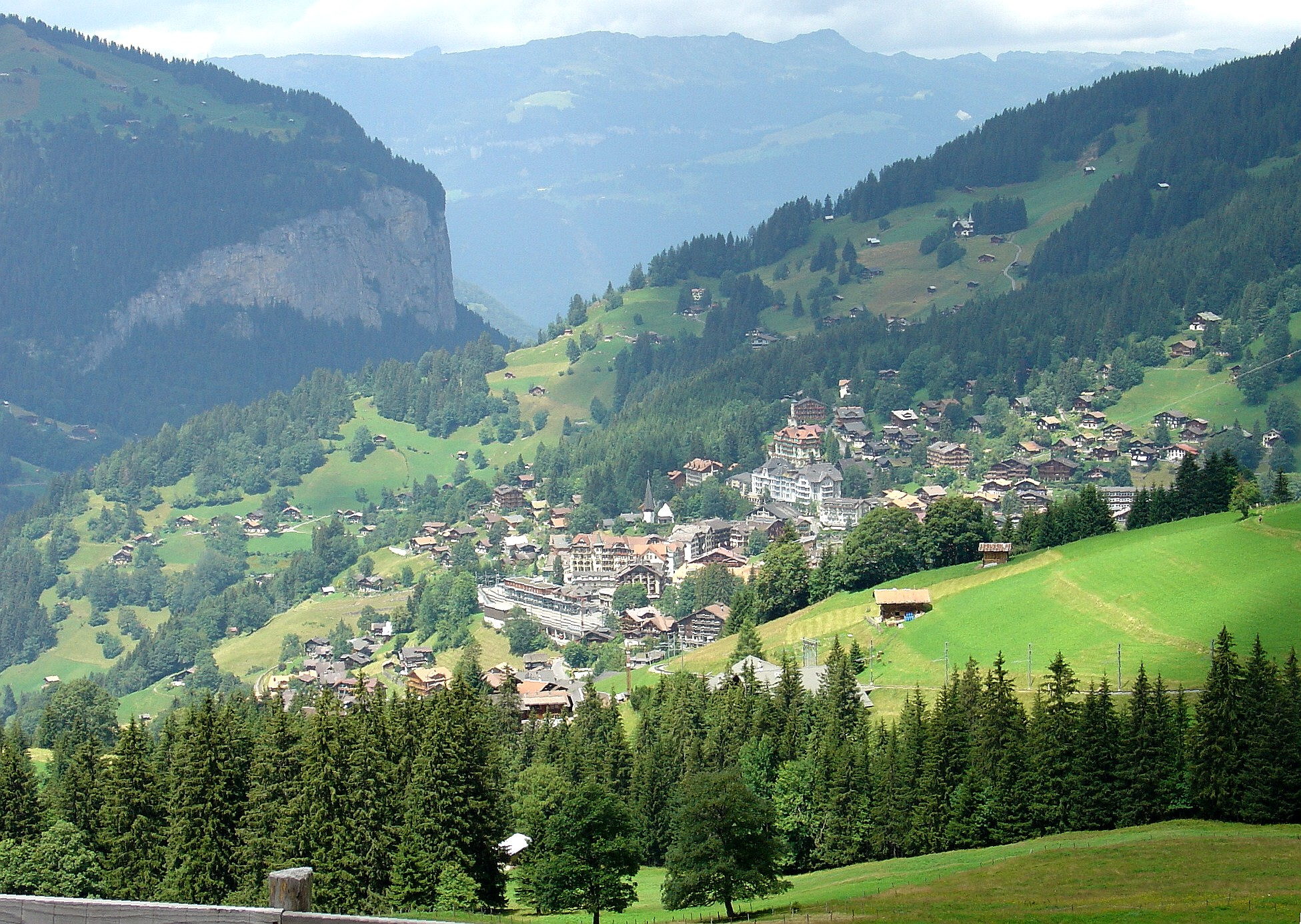
Wengen

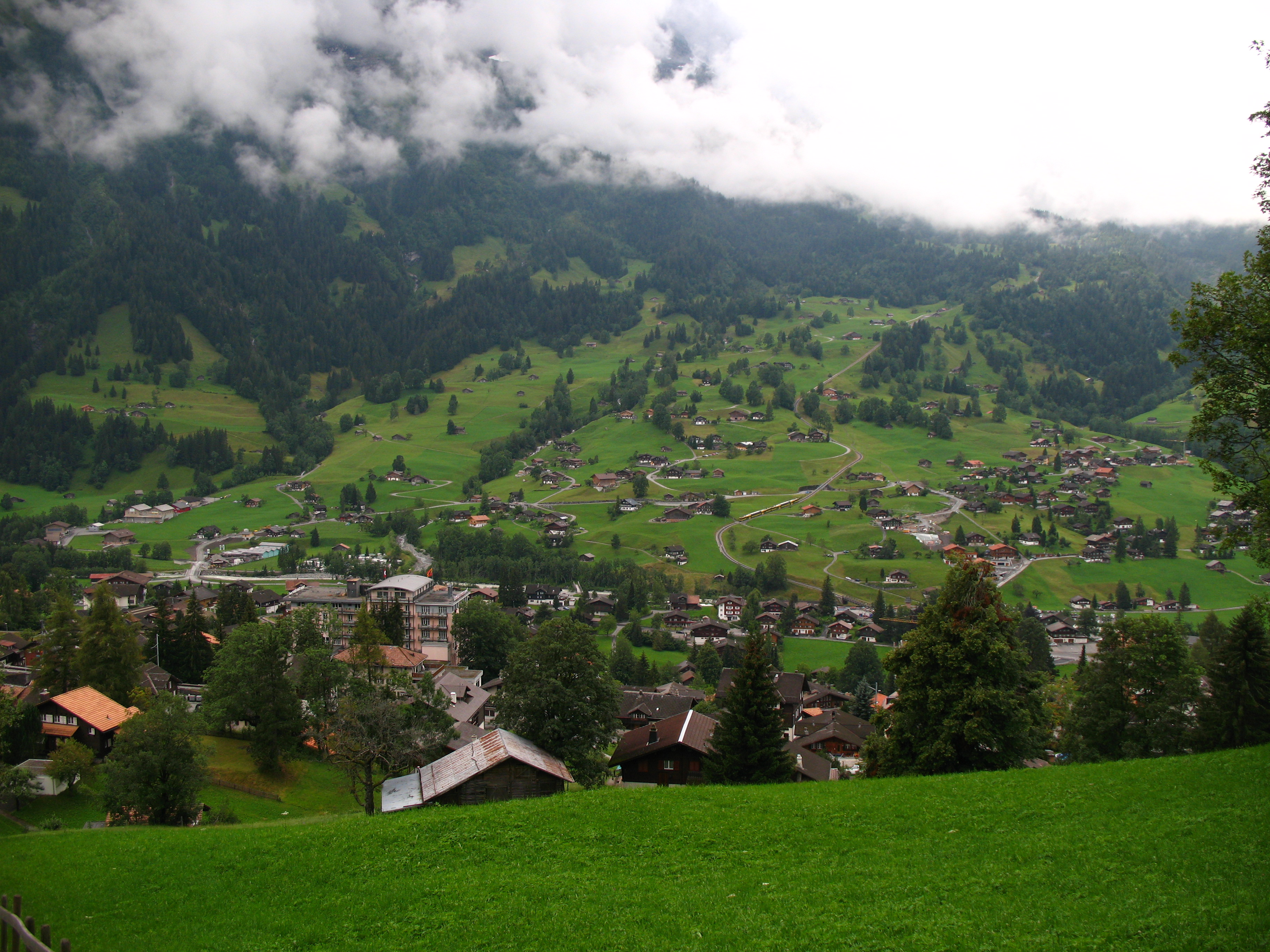
Grindelwald

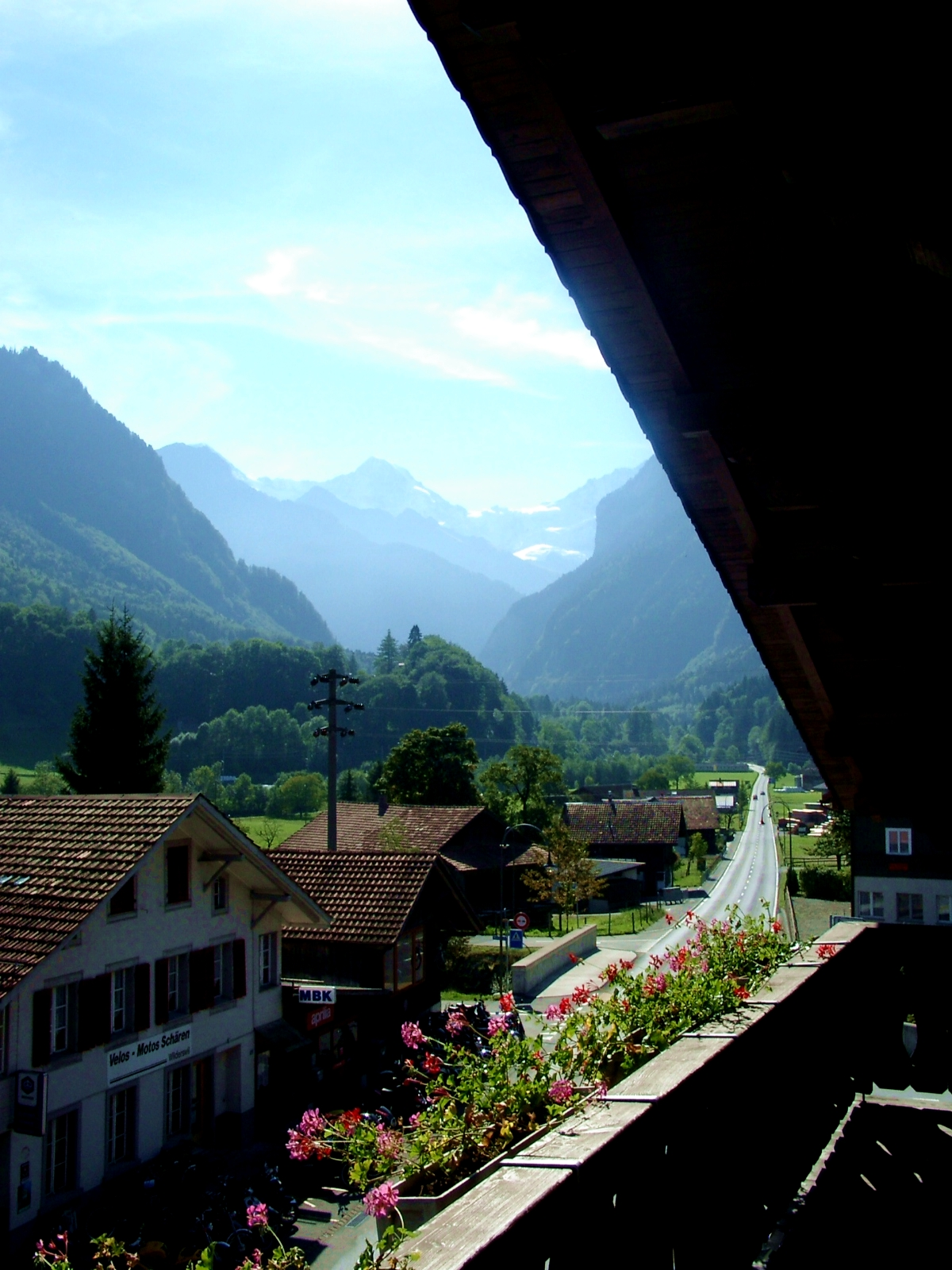
Wilderswil

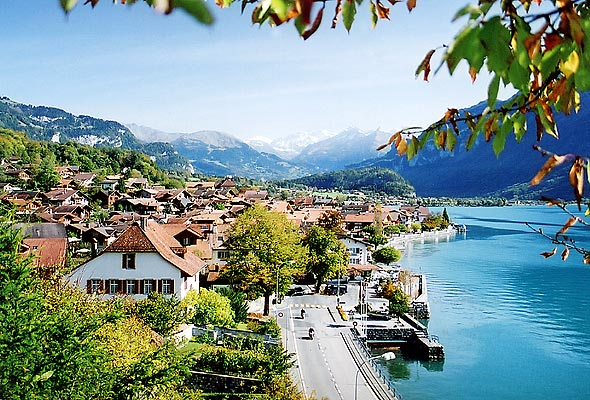
Brienz

### Interlaken
Interlaken (567 m n. m.) leží mezi Thunským jezerem na západě a Brienzským jezerem na východě. Vzhledem ke své poloze je oblíbeným východiskem turistů pro návštěvu celé oblasti Jungfrau.

### Lauterbrunnen
Lauterbrunnen (796 m n. m.) je nevelká obec ležící jižně od Interlakenu hluboko v údolí potoka Trümmelbach. Lauterbrunnen je přístupný autem, na cestu do Wengen a Mürren už ale musíte využít vlaků, protože tato dvě střediska jsou pro auta uzavřena.

### Wengen
Wengen (1274 m n. m.) Do této typické alpské vesnice, která leží 400 metrů nad údolím Lauterbrunnen na úpatí masivu Jungfrau, se dostanete jen ozubenou horskou železnicí Wengernalpbahn z Lauterbrunnen nebo z Grindelwald. Wengen je ideálním místem pro lyžařské začátečníky.

### Mürren
Mürren (1650 m n. m.) je půvabná horská vesnička s bohatými tradicemi ležící naproti horskému masivu Eiger, Mönch a Jungfrau. Patří k nejvýše položeným lyžařským střediskům v regionu Bernská Vysočina. Tato vesnice není přístupná po žádné silnici.

### Grindelwald
Grindelwald je velké lyžařské středisko jihovýchodně od Interlakenu a východiskem turistických tras v letních i zimních měsících. Středisko má velmi dobrou dopravní dostupnost.

### Wilderswil
Wilderswil (stejně jako Interlaken) je výchozím bodem pro výlety do oblasti Jungfrau/Jungfrauregionu, nebo obecněji Bernské Vysočiny.

### Brienz
Brienz je obec, která leží na severovýchodním na břehu Brienzského jezera na úpatí hory Rothorn Kulm. V současnosti je pro Brienz důležitý cestovní ruch a z řemesel řezbářství.

## Věda a výzkum
Sphinx (observatoř) se nachází ve výšce 3.450 m n. m., laboratoř Sphinx je výšce 3.580 m n. m. což umožňuje vědecká pozorování a měření s vyloučením znečištění ovzduší. Tlak vzduchu v této výšce se pohybuje v rozmezí 619 - 675 mbar, průměrná hodnota tlaku je 653,3 mbar. Teplota se pohybuje od -37 °C až +10 °C, průměrná teplota je -8,2 °C. Okolí observatoře a vyhlídková terasa, stejně jako sedlo Jungfraujoch je přístupné veřejnosti.

## Turistika
Oblast poskytuje množství námětů k turistickým výpravám různé obtížnosti, od projížďky úzkokolejnými železnicemi, plavbou lodí, krátkými pěšími túrami, dlouhými túrami až po horské výstupy. Při plánování turistických výletů je nutno brát v úvahu, že se jedná o celodenní výlety, přihlédnout k nadmořské výšce cíle cesty, proměnlivosti počasí a fyzické kondici.

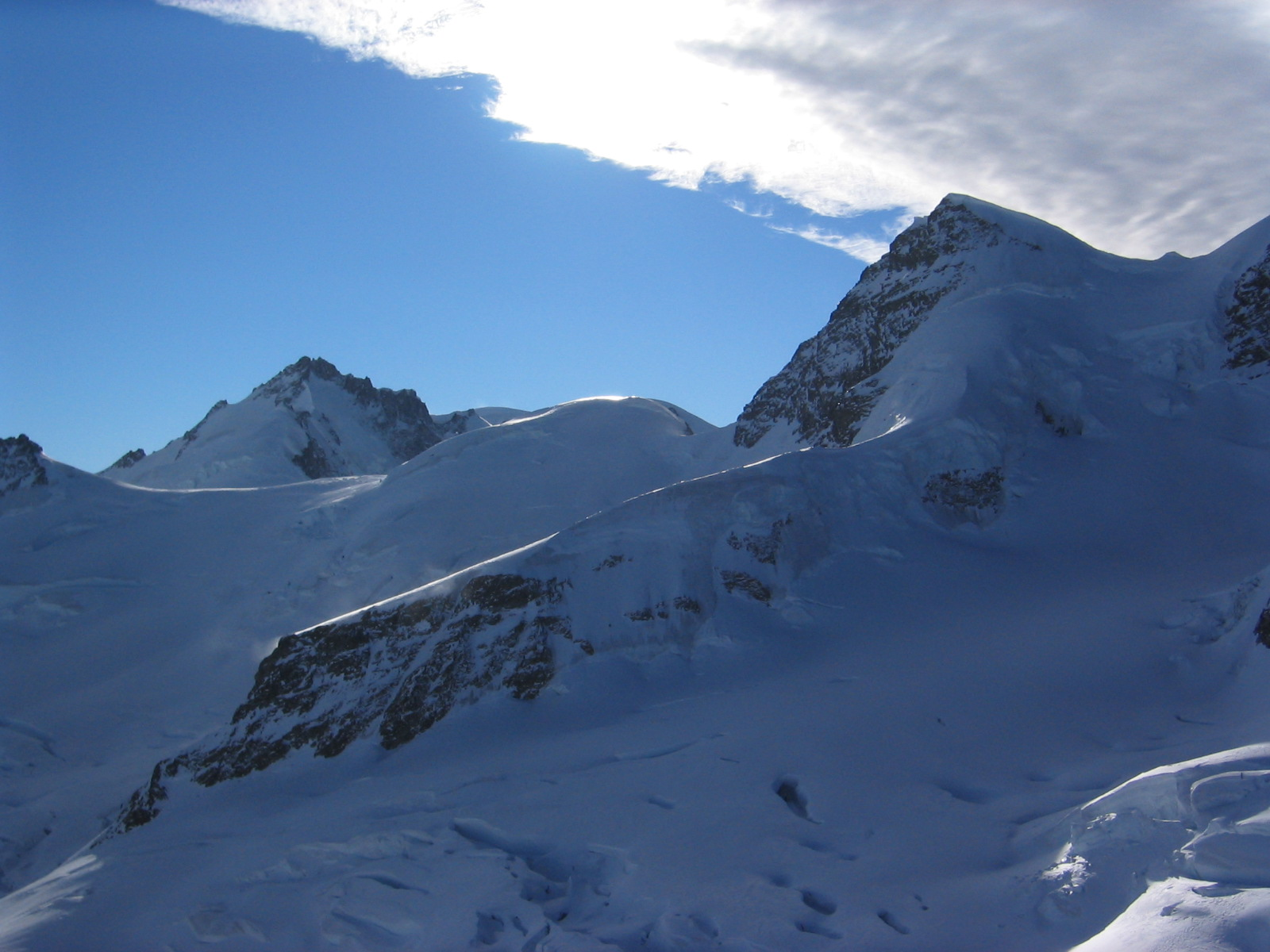
Horské sedlo Jungfraujoch

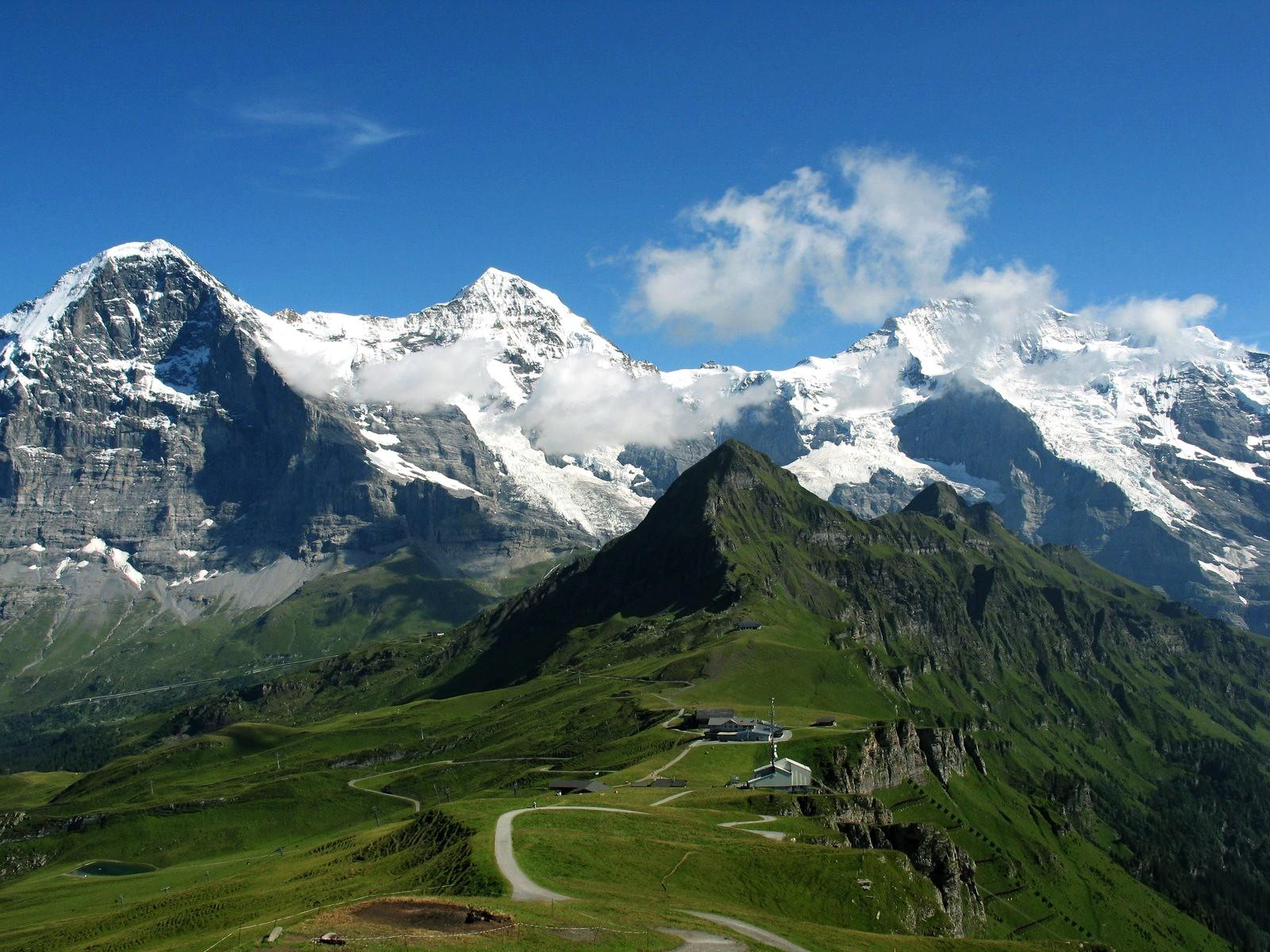
Hory nad Männlichenem

### Jungfraujoch
Jungfraujoch (3 471 m n. m.) „Top of Europe“ je hlavním lákadlem pro turisty a to hned z několika důvodů: snadná dostupnost ozubnicovou železnicí Jungfraubahn ze sedla Kleine Scheidegg. Vrcholová stanice na Jungfraujoch je nejvýše položenou zastávkou v Evropě (3 454 m n. m.), výstup na ledovec Aletschgletscher, návštěva ledovcového sálu a vyhlídka na panoráma Alp z observatoře Sphinx.

### Männlichen
Männlichen (2 343 m n. m.) vrchol mezi údolími pod Jungfrau, z konečné lanovky je vrchol dostupný za 15 minut pěší chůze. Z vrcholu je výhled na údolí Lauterbrunnen a horské dominanty oblasti Eiger, Mönch a Jungfrau. Na Männlichen je taktéž možno vystoupat pěšky z průsmyku Kleine Scheidegg. Pokud využijete lanovky z Wengenu, si můžete vychutnat strmý vzestup na údolí Lauterbrunnen. Při použití gondolové lanovky z Grindelwaldu je možno pomalu vystoupat k vrcholu a sledovat scenérii Alp.

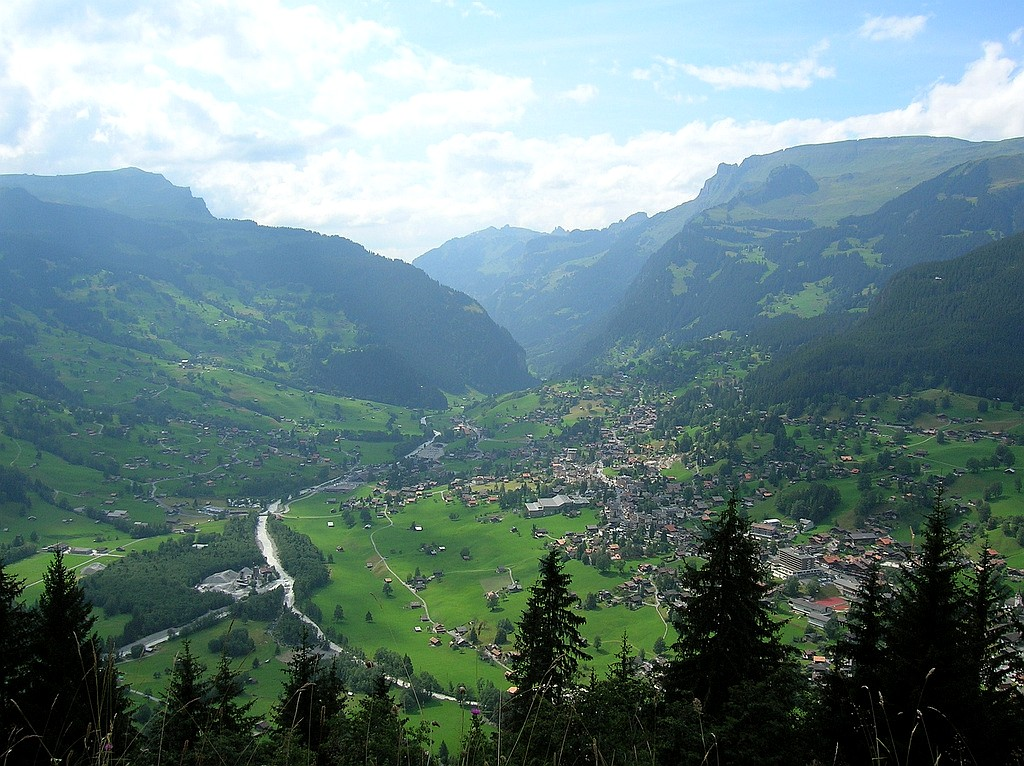
Pohled na Grindelwald z Pfingsteggu

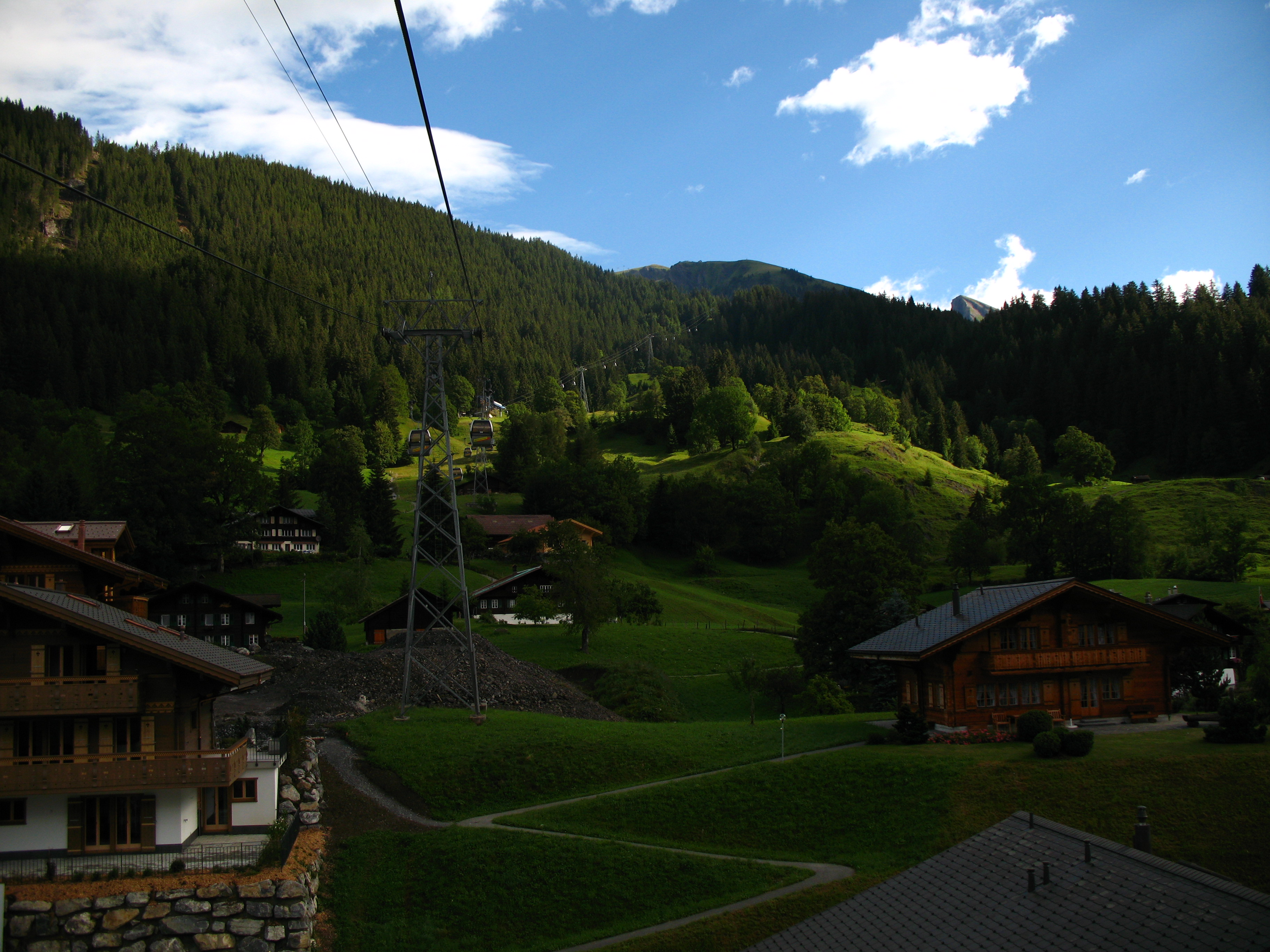
Údolí cestou na First

### Pfingstegg
Pfingstegg je výletní místo na úbočí hory Eiger nad Grindelwaldem. Toto místo je dostupné pouze lanovkou. Lákadlem na Pfingsteggu je letní tobogan, turistika po úbočí hor, pěší tunel úbočím hory, výhled na horské masivy a nádherný pohled do údolí.

### First
First je hora vysoká 2.167 m na jihozápadním hřebenu Widderfeldgrätli (2632 m n. m.). Na vrchol je možno vyjet lanovkou z Grindelwaldu. Lanovka je v provozu v létě i v zimě. Velmi pěkná pěší cesta z Firstu nebo mezilehlé stanice Bort zpět do Grindelwaldu vede přes louky a údolí.

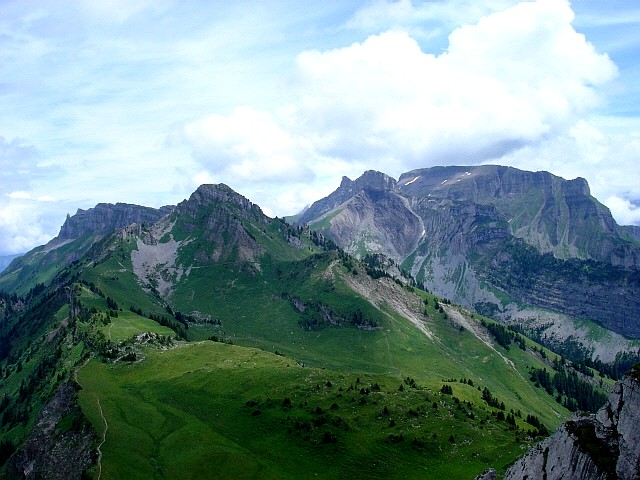
Schynige Platte

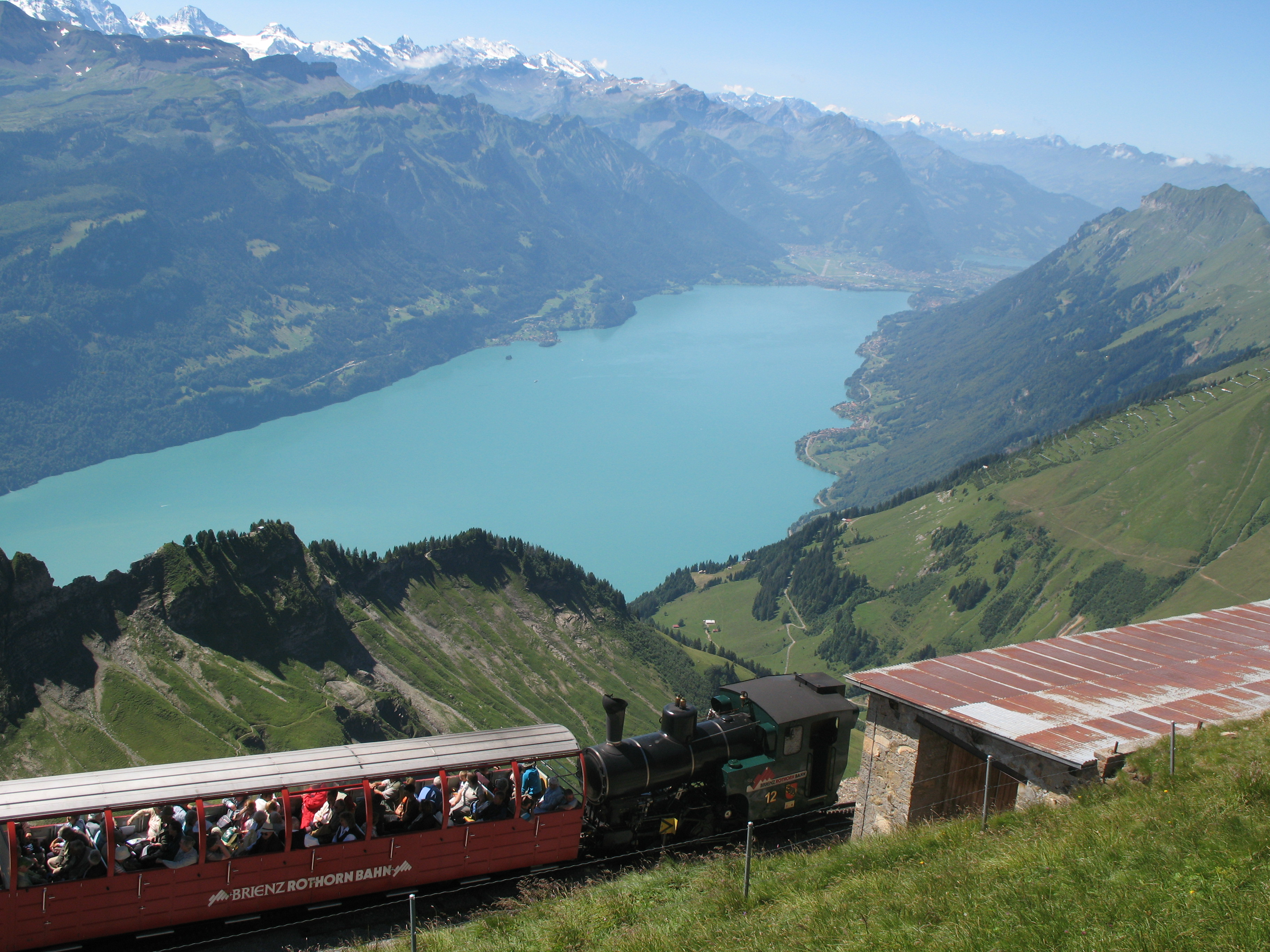
Pohled z Rothon Kulm na Brienzersee

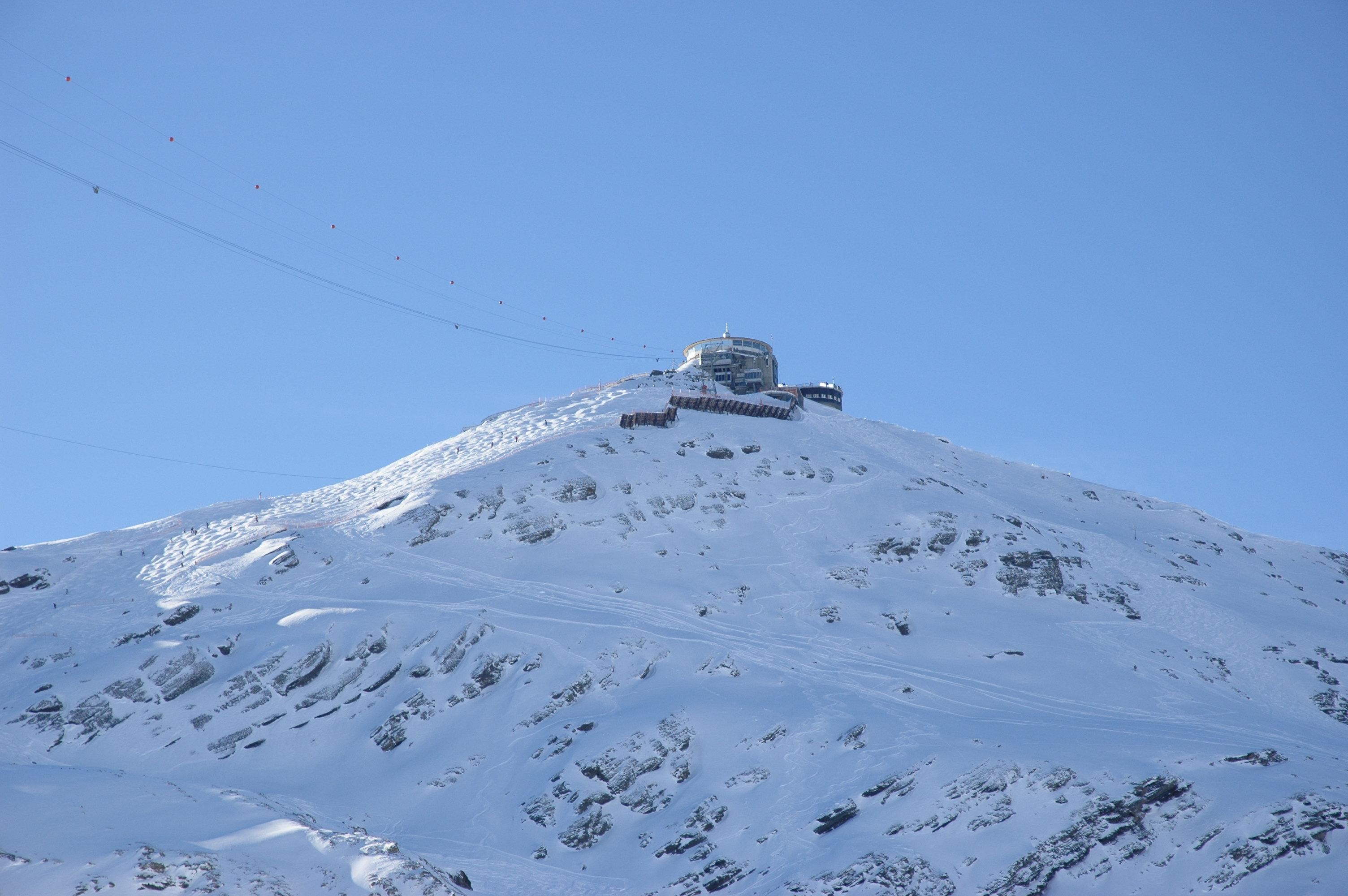
Schilthorn v zimě

### Schynige Platte
Schynige Platte je náhorní plošina nedaleko města Interlaken. Schynige Platte je výjimečné místo svou polohou nad údolími a pohledem na okolní vrcholy hor a pohoří. Místo láká turisty i botaniky, zejména "alpskou zahradou", což je botanická zahrada, která má velkou biologickou a botanickou rozmanitost.

### Harder Kulm
Harder Kulm je vrchol (1322 m n. m.) nad městem Interlaken. Pod vrcholem je restaurace a vyhlídka, ze které je možno pohlédnout na Interlaken, který leží přímo pod ním, a na okolní vesnice. Dále je z vyhlídky možno pohlédnout na obě jezera, mezi nimiž leží Interlaken, a to na Brienzersee a Thunersee.

### Brienzer Rothorn
Rothon Kulm (2 252 m n. m.) je vrchol nad obcí Brienz, odkud je nádherný pohled na údolí s Brienzským jezerem a na vrcholky Alp.

### Schilthorn
Schilthorn je se svými 2.973 m nadmořské výšky nejvyšším vrcholem Bernských Alp. Vrchol Stechelberg je dostupný lanovkou přes Mürren.
Schilthorn se nachází nad horním koncem údolí Lauterbrunnen a horní částí Kiental. Panoramatický pohled ze Schilthornu je možno rozdělit na jižní a severní pohled. Pohled jižním směrem nabízí výhled na řetězec nižších vrcholů Bernských Alp až k Juře, den Vogesenu a Schwarzwaldu. Severní a východní pohled na údolí Lauterbrunnen a dominantu Jungfrau.

## Sport
Poloha regionu je přímo předurčená pro zimní sporty. Střediska obcí však nabízejí i další sportovní vyžití.

### Zimní sporty
Sjezdové lyžování, snowboarding, sáňkování, bruslení i curling naleznete ve všech střediscích pod Jungfrau. V celé oblasti Jungfrau je 214 km sjezdovek, které jsou vhodné jak pro začátečníky, tak pro pokročilé.

### Adrenalinové sporty
- Seskoky padákem ze Schynige Platte a z Harder Kulmu na travnatou plochu v centru města. Možno skákat samostatně nebo v tandemových seskocích.
- Canyoning u Wilderswilu, tedy sjíždění dravých toků na kánoi.

## Doprava
Oblast má velmi dobře propracovanou dopravní obslužnost jak pro obyvatelstvo, tak zejména pro turistický ruch. Doprava opravdu funguje jako podle švýcarských hodinek. Tato přesnost umožňuje přepravit velký počet osob v krátkém časovém úseku. Orientační mapka zobrazuje strukturu dopravy v oblasti. Železniční tratě jsou navzájem propojeny, přesto každý úsek tratě provozuje jiná společnost. Pro náročné je možno si objednat leteckou dopravu (místní letiště, malé letadlo, vrtulník) na trase Interlaken - Bern.